# Clarkia gracilis
Clarkia gracilis är en dunörtsväxtart som först beskrevs av Charles Vancouver Piper, och fick sitt nu gällande namn av A. Nels. och James Francis Macbride. Clarkia gracilis ingår i släktet clarkior, och familjen dunörtsväxter.

## Underarter
Arten delas in i följande underarter:
- C. g. albicaulis
- C. g. gracilis
- C. g. sonomensis
- C. g. tracyi